# Natchez (Mississippi)
Natchez település az Amerikai Egyesült Államok Mississippi államában, Adams megyében, melynek megyeszékhelye is. Lakosainak száma 14 520 fő (2020. április 1.).

## Népesség
A település népességének változása:

| 2010 | 15 792 |
| 2020 | 14 520 |